# عباس بلاغي (تشايبارة)
عباس بلاغي (بالفارسية: عباس‌بلاغی) هي قرية تقع في قسم بسطام الريفي (مقاطعة تشايبارة) في إيران. يقدر عدد سكانها بـ 84 نسمة .